# Pulikat
Pulikat ali Pazhaverkadu je zgodovinsko obmorsko mesto v metropolitanskem območju Čenaja v okrožju Tiruvalur v zvezni državi Tamil Nadu v Indiji. To je približno 60 km (37 mi) severno od Čenaja in 3 km (1,9 mi) iz Elavurja, na južnem obrobju jezera Pulikat. Jezero Pulikat je plitva slana laguna, ki se razteza približno 60 km (37 mi) ob obali. Z razvojem ob jezeru in morski obali ter številnimi posebnimi ekonomskimi conami (SEZ), vključno z medicinsko SEZ v vrednosti 1 milijarde USD, ki prihajajo v bližnjem Elavurju, cene zemljišč na tem območju naraščajo.

## Zgodovina
Portugalci so leta 1502 s pomočjo vladarjev Vidžajanagar ustanovili trgovsko postojanko v Pulikatu. Tam so zgradili utrdbo in jo držali do leta 1609, ko so jih premagali Nizozemci. Nizozemci so leta 1609 zasedli utrdbo Pulikat. Med letoma 1621 in 1665 so Nizozemci napotili 131 suženjskih ladij za izvoz 38.441 Indijcev, ujetih na obali Koromandije in prepeljanih iz Pulikata, da bi jih kot sužnje prodali nizozemskim plantažam v Bataviji. Pulikat je bil do leta 1690 glavno mesto Nizozemske Koromandije. Večkrat je menjal posestnike, dokler ga leta 1825 končno niso zasedli Britanci. Postala je del predsedstva Madras, ki je kasneje postala država Madras v neodvisni Indiji in se leta 1968 preimenovala v Tamil Nadu. Nizozemska cerkev je bila večkrat prezidana in je danes precej dotrajana, nizozemska utrdba pa je propadla. Stari svetilnik še vedno stoji na nasprotnem bregu jezera. Pokopališče iz leta 1622 je vzeto pod okrilje Arheološkega zavoda Indije in tako je preživelo čas. Velike grobnice in grobovi z nizozemskimi napisi, vklesanimi z okostnjaki namesto križa, so precej dobro ohranjeni.  Pokopališče leži za trgom.
Tempelj Aadhi Narayana Perumal je star tempelj v Pazhaverkadu. 
Dan Pulikata praznujemo na svetovni dan mokrišč (2. februar) v Pulikatu s strani Fundacije AARDE. Na ta dan poteka znano tradicionalno tekmovanje katumaramov in več tekmovanj. Manjši informacijski center (Muzej Pulikat) na Pazhaverkadu nudi podrobne informacije o ekologiji Pulikata in stavbni dediščini.

## Trdnjava Geldria
Trdnjava Geldria ali Fort Geldaria, ki se nahaja v Pulikatu, je bil sedež prve naselbine Nizozemske republike v Indiji in glavno mesto Nizozemske Koromandije. Leta 1613 jo je zgradila Nizozemska vzhodnoindijska družba, leta 1616 pa je postal lokalni vladni center.  Ime  Geldria je dobila po domači pokrajini Wemmerja van Berchema, generalnega direktorja podjetja. Utrdba Geldria, ki jo je redno varovala garnizija 80 do 90 mož, je bila edina utrdba v nizozemskem indijskem imperiju;  vse druge pozicije nizozemske družbe so bile trgovske postaje.

## Divje živali
Pulikat je znotraj Ptičjega zavetišča jezera Pulikat. Vsako leto med oktobrom in marcem tukaj pristane na tisoče ptic selivk. Čeprav je mogoče videti veliko vrst, so najbolj vidni plamenci, ki prekrivajo močvirja, ki obkrožajo jezero, in mu dajejo rožnat odtenek. 